# Čeští elfové
Čeští elfové je název internetové skupiny, která si klade za cíl boj s cizími dezinformačními kampaněmi a ruskou propagandou v českém kyberprostoru. Skupina se zformovala v roce 2018 po vzoru obdobných skupin v pobaltských státech, například Litvě, kde podobná aktivita vznikla asi o pět let dříve. Přijala od nich také označení elfové.

## Historie

### Inspirace vzniku skupiny
Hnutí občanských iniciativ proti dezinformačním vlivovým kampaním, kteří si říkají elfové, vzniklo v pobaltských zemích v prostředí silného mocenského tlaku Ruské federace, který se promítal i do roviny vznikajícího internetu. Nejvýrazněji se profilovalo v Litvě, kde litevští elfové jako občanská iniciativa otevřeně spolupracují se státními bezpečnostními složkami[zdroj?]. Označení elfové přijali podle románové mytologie od J. R. R. Tolkiena Pán prstenů jako pozitivní sarkastický protiklad k severským trollům, kteří jsou v románu vykresleni negativně. V současném internetovém prostředí jsou trollové chápáni jako diskutéři, kteří záměrně narušují věcný průběh internetových diskusí.
Hnutí elfů se v posledních letech rozšířilo do většiny postkomunistických zemí střední a východní Evropy.

### Odhalení fungování skupiny v médiích
Podle Jiřího Leschtiny z Českého rozhlasu přinesl bližší informace o skupině jako první časopis Respekt. Ten v říjnu 2018 poukázal na informace serveru Aktuálně.cz již z května 2017. Koncem října 2018 pak anonymní osoba, popsaná jako „mohutný rázný muž“, která vystupovala jako jeden z „otců zakladatelů“ skupiny, pro Aktuálně.cz uvedla, že v Česku má skupina několik desítek členů, ti však kvůli bezpečnosti tají svoji totožnost. Jsou mezi nimi údajně studenti, lékaři, učitelé, hasiči, podnikatelé, kybernetiční specialisté, umělci, řemeslníci, vědci, policisté, vojáci. Do řad elfů se prý zapojily i některé veřejně známé osobnosti, které chtějí později odhalit svoji totožnost. Mluvčí skupiny prozradil, že do komunity patří například lidé stojící za facebookovým profilem Smějící se bestie nebo twitterovým účtem Občanská výchova. Kvůli bezpečnosti a ochraně identity skupina nepřijímá každého, kdo se přihlásí, ale členem se může stát jen ten, koho sami osloví. Skupina však chce motivovat například studenty, aby se do jejích aktivit zapojili.
V listopadu 2018 se jako člen skupiny médiím představil publicista Bohumil Kartous. Podle něj se elfové vzájemně neznají, každý ví jen o několika nejbližších spolupracovnících. Redakci iDNES.cz vysvětlil, že kdyby někdo skupinu infiltroval, ta „odřízne větev, ale nebude zničena“. Anonymitu členů skupina zdůvodňuje jednak tím, aby se členové dostali ke zdrojům, jednak tím, aby předešli kyberšikaně nebo výhrůžkám jejich příbuzným.

## Struktura a činnost

### Vize trollů
Skupina podle svého anonymního zástupce vychází z přesvědčení, že „rozdělování naší společnosti a podpora extrémů“ je záměrné, stojí za ním cizí zájmy a provádějí jej různě motivovaní nepřátelé „našich hodnot“. Tyto nepřátele elfové nazývají trolly. Trollové jsou údajně zákeřní, šikovní, motivovaní, někdy i nebezpeční. Elfové vycházejí z tvrzení, že trollové placení a řízení Kremlem pracují na trollích farmách.
Podle Kartouse jsou trollové především proruští online aktivisté, kteří pomocí různých technik, vytvářením falešných profilů, tweetovacích farem a řetězových e-mailů šíří extremistické a protisystémové dezinformace. Jejich témata se podle Kartouse opakují pořád dokola – uprchlíci, Arabové, za všechno může Evropská unie a bez ní by bylo lépe, sentimentální postoje k minulosti, výkřiky typu „všechno se rozkradlo“. Smyslem toho všeho je podle Kartouse vyvolat pocit nejistoty, nahlodávat západní vazby České republiky a pomocí masově šířených dezinformací zvrátit náš politický směr a obrátit ho od liberální demokracie k autoritářskému systému kvůli zmatenosti a neschopnosti uživatelů internetu kriticky uvažovat.

### Struktura
Hnutí si zakládá na anonymitě svých členů, na veřejnosti ji prezentují její mluvčí. Roku 2021 jimi byli publicisté Bohumil Kartous, liberální editor Britských listů, a Vít Kučík, konzervativní autor Lidových novin. Anonymitu svých členů zdůvodňují snahou o jejich ochranu jak před spontánními nenávistnými útoky amatérských trollů, tak zejména před cílenými profesionálními útoky aktérů, napojených na cizí bezpečnostní služby. Jádrem činnosti Českých elfů je analytická činnost, kdy se snaží mapovat tok dezinformačních schémat a narativů z cizího - především ruského - prostředí do českého kyberprostoru a jejich následné šíření v něm. Jako významné kanály tohoto šíření označují tzv. dezinformační weby, dále pak řetězové maily a sociální sítě.

### Činnost
V první linii jsou elfové, kteří přicházejí do styku s trolly, upozorňují je, že šíří nesmysly, a píší to do komentářů, aby zazněl i jiný názor a ostatní lidé nenabyli dojmu, že dezinformacím všichni věří. Další buňkou jsou analytici vyhledávající trollí skupiny. Třetí skupinou jsou agenti, kteří se snaží pomocí skryté identity do skupin proniknout a získat informace. Čtvrtou buňku tvoří experti, programátoři a právní poradci. Nejpracovitější dobrovolníci se údajně této činnost věnují kolem šesti hodin týdně.
Výsledky jejich analytické činnosti jsou různé periodické zprávy a studie, které publikují na svém webu. Vytvořili svým rozsahem v českém i evropském kontextu ojedinělou databázi dezinformačních řetězových mailů, která je zpřístupněna novinářům a vědeckým výzkumníkům, která výhledově bude otevřena veřejnosti. V lednu 2021 jejich databáze čítala téměř deset tisíc druhů řetězových mailů. Dále se zabývají popularizací problematiky dezinformačních kampaní mezi novináři, politiky a širokou veřejností, a okrajově také vyvracením některých lživých tvrzení (tzv. fact-checking).
V prosinci 2018 Deník N informoval o tom, že skupina nasbírala na 660 hromadných řetězových e-mailů, jejichž obsah ověřovala. Hlavními tématy těchto zprávy byly útoky na migranty a neziskové organizace, média, typicky Českou televizi, a také určitou část politického spektra – častými terči byly opoziční pravicové strany a také Česká pirátská strana a Česká strana sociálně demokratická.
V lednu 2019 Bohumil Kartous, označený jako mluvčí skupiny, v Duelu Seznam Zpráv kritizoval návrh Václava Klause mladšího učinit trestným znepřístupnění či mazání příspěvků provozovateli sociálních sítí.

### Mediální reflexe
Analýzy Českých elfů v minulosti medializovalo také Centrum proti terorismu a hybridním hrozbám MV ČR. Jejich činnosti se věnoval i Český rozhlas.

## Kritika
Činnost skupiny dlouhodobě kritizuje herní vývojář Daniel Vávra, který v dubnu 2020 zveřejnil na serveru YouTube kritické video, v němž hodnotí činnost skupiny. Kritické články, které označují činnost českých elfů za cenzuru, se objevily také na různých českých pravicových a dezinformačních webech, serveru Krajské listy a stránkách petice Daniela Vávry „Stop cenzuře“.